# Заутьевский сельсовет
Зау́тьевский сельсовет (бел. Завуццеўскі сельсавет) — административная единица на территории Миорского района Витебской области Белоруссии. Административный центр — деревня Заутье.

## История
20 мая 2016 года на территории сельсовета был создан хутор Дисненский Рубеж и упразднены хутор Барбарино, деревня Катовичи.

## Состав
Заутьевский сельсовет включает 48 населённых пунктов:
- Бухалово — деревня.
- Волково — хутор.
- Гаевка — деревня.
- Галенчино — деревня.
- Гатовщина — хутор.
- Голомысло — деревня.
- Гусаки — деревня.
- Дворище — деревня.
- Дисненский Рубеж — хутор.
- Доньки — деревня.
- Дуброво — деревня.
- Заутье — деревня.
- Залоницкие — деревня.
- Кадушки — деревня.
- Климяты — деревня.
- Ковалево — деревня.
- Ковзаны — деревня.
- Козловцы — деревня.
- Колотушково — деревня.
- Коптево — деревня.
- Крупенище — деревня.
- Курляндики — деревня.
- Кухаренки — деревня.
- Лыска — деревня.
- Мазурино — деревня.
- Малиновка — деревня.
- Мальковичи — деревня.
- Метлы — деревня.
- Млынарово — хутор.
- Моназыль — деревня.
- Моняково — деревня.
- Нивье — хутор.
- Остевичи — деревня.
- Папшули — агрогородок.
- Подвинье — деревня.
- Рандари — деревня.
- Румполье — деревня.
- Рунды — деревня.
- Сачивки — деревня.
- Соловьи — деревня.
- Стрелица — деревня.
- Тишино — деревня.
- Цветино — агрогородок.
- Черепы — хутор.
- Шатравки — деревня.
- Шиманщино — деревня.
- Шимки — хутор.
- Шишки — деревня.

## Достопримечательность
- Крестовоздвиженская церковь, 1864 - 1887 гг. в д. Цветино
- Коптевская озовая гряда (заказник). Находится на территории Заутьевского и Язненского сельсоветов около населённых пунктов Коптево, Бор-Поляна и Субочево